# UDP Lite
UDP Lite (облегченный UDP) — протокол без установки соединения, относящийся к транспортному уровню модели OSI и весьма похожий на UDP. В отличие от UDP, в котором пакет или целиком защищён контрольной суммой (checksum) или весь пакет не защищён, UDP Lite допускает возможность частичных контрольных сумм, которые покрывают только часть датаграммы, и таким образом возможна доставка частично поврежденных пакетов. Это было создано для мультимедийных протоколов (как, например, Voice over IP), у которых прием пакета с частично поврежденной полезной нагрузкой считается более предпочтительным вариантом, нежели неполучение пакета вовсе.
UDP Lite использует собственный номер протокола — 136.
Так как большинство современных протоколов канальных уровней защищает передаваемые данные достаточно надежным алгоритмом CRC и отбрасывает поврежденные фреймы, то эффективное использование UDP Lite требует от канального уровня «осведомленности» о передаваемой информации сетевого уровня. В связи с тем, что на данный момент не существует стеков TCP/IP, реализующих подобное междууровневое (или кроссуровневое) взаимодействие, эффективное использование UDP Lite в настоящий момент требует специально модифицированных драйверов.
Поддержка UDP lite была добавлена в ядро Linux версии 2.6.20 и FreeBSD версии 10.1.

## Дополнительные источники
- RFC 3828
- UDP Lite WiKi
- UDP Lite How-To